# Флогаитис, Николаос
Николаос Флогаитис (греч. Νικόλαος Φλογαΐτης; 1799, Одесса, Россия, — 1867, Халкис, Греция) — юрист и участник освободительной войны Греции 1821—1829 гг.

## Биография
Отец его был родом с греческого острова Лефкас и нашёл убежище в Одессе. Флогаитис был посвящён в тайное общество «Филики Этерия», готовившее всегреческое восстание. Когда в 1821 году восстание разразилось, Флогаитис оставил свою службу и отправился волонтером на Пелопоннес. В 1824 году получил чин майора. В 1826 году ему была поручена организация корпуса волонтеров с Ионических островов, откуда был родом его отец. Во главе корпуса Флогаитис проявил мужество при осаде афинского Акрополя.
С окончанием войны и при правлении Каподистрии, Флогаитис был назначен председателем Верховного суда, где он прослужил до 1844 года, после чего продолжил юридическую работу в Нафплионе до 1862 года.
После Нафплиона Флогаитис поселился в городе Халкис, где и умер в 1867 году.